# Миргород и его обитатели
«Миргород и его обитатели» — двухсерийный телевизионный фильм режиссёра Михаила Ильенко, вышедший в 1983 году.
Телефильм снят по мотивам произведений Николая Гоголя.

## Сюжет
В фильме использованы произведения Николая Васильевича Гоголя «Старосветские помещики», «Повесть о том, как поссорился Иван Иванович с Иваном Никифоровичем», «Иван Фёдорович Шпонька и его тётушка».

## В ролях
- Богдан Бенюк — Антон Прокофьевич Голопузь (озвучивал Виктор Ильичёв)
- Виктор Павлов — городничий
- Фёдор Шмаков — Афанасий Иванович
- Роза Макагонова — Пульхерия Ивановна
- Юрий Мажуга — Иван Никифорович
- Николай Гринько — Иван Иванович
- Леонид Куравлёв — Иван Фёдорович Шпонька
- Римма Маркова — Василиса Кашпоровна
- Ирина Бунина — Агафья Федосеевна
- Александр Потапов — Григорий Григорьевич Сторченко
- Виктор Ильичёв — учитель
- Борис Сабуров — сторож
- Иван Миколайчук — Курочка
- Юрий Рудченко — судья
- Маргарита Криницына — Горпина
- Людмила Лобза — Гапка
- Леонид Слисаренко — квартальный
- Мария Виноградова — мать Григория Сторченко

## Создатели фильма
- Автор сценария: Юрий Ильенко
- Режиссёр-постановщик: Михаил Ильенко
- Оператор-постановщик: Богдан Вержбицкий
- Композитор: Эдуард Артемьев